# Barrio el Pintado Pueblo Nuevo
Barrio el Pintado Pueblo Nuevo är en ort i kommunen San José del Rincón i delstaten Mexiko i Mexiko. Samhället hade 608 invånare vid folkräkningen 2020.